# XXXXY 증후군
XXXXY 증후군(영어: XXXXY syndrome)은 인간 남성이 X 염색체가 3개 더 있어서 일반 46개의 염색체가 아닌 총 49개의 염색체가 있는 성 염색체 이수성 증후군이다. 이 증후군은 49,XXXXY 핵형을 만들어내는데, 이는 100,000명의 출생 남아(男兒) 가운데 1명에게 발생한다. 클라인펠터 증후군과 유사하지만 심한 지능 장애 등 더 극심한 증상을 보인다.

## 같이 보기
- 이수성 (생물학)
- 터너 증후군
- 클라인펠터 증후군